# B-Weltcup der Nordischen Kombination 2003/04
Der B-Weltcup der Nordischen Kombination 2003/04 war eine vom Weltverband FIS ausgetragene Wettkampfserie in der Nordischen Kombination. Der Unterbau zum Weltcup der Nordischen Kombination 2003/04 wurde in jener Saison zum 14. Mal ausgetragen. Die Saison wurde in drei Perioden eingeteilt, die neben der Startberechtigung auch Auswirkungen auf die Gesamtwertung hatte. Gemäß Artikel 4.1 des Reglements konnte nur ein Athlet Gesamtsieger werden, der in der letzten Periode nicht für den Weltcup startberechtigt war. Diese Regelung galt auch für die Ermittlung des Sprint-Cup-Siegers, wobei hier Athleten ausgenommen wurden, die mindestens in zwei Perioden im B-Weltcup gestartet sind. Anhand einer komplizierten Zuschlagsberechnung wurde einigen Athleten über die Weltranglistenplatzierung Punkte gutgeschrieben. Der B-Gesamtweltcup-Sieger erhielt die große, der Sieger der Sprintwertung die kleine Trophäe. Die Athleten auf den Rängen 1 bis 6 wurden zudem mit FIS-Medaillen ausgezeichnet. Die Summe der drei punktbesten Wettkämpfer pro Bewerb von ein und demselben Skiverband wurden zusammen mit den Punkten der Teamwettkämpfe für die Nationenwertung herangezogen.
Die Saison umfasste zehn Stationen in Europa und Asien. Die Saison begann am 5. Dezember 2003 in Rovaniemi und endete am 14. März 2004 in Zakopane. Es fanden zehn Sprints, drei Massenstarts sowie acht Gundersen Einzel statt. Darüber hinaus wurden ein Teamwettbewerb im Massenstart ausgetragen. Gesamtsieger wurde der Japaner Yōsuke Hatakeyama, den Sprint Cup gewann David Kreiner. Insgesamt gab es vierzehn verschiedene Tagessieger. Die Nationenwertung gewann Deutschland.

## Teilnehmende Nationen
Es nahmen Athleten aus 19 Nationen am B-Weltcup teil.
| Europa (16 Nationen)                                                                        | Europa (16 Nationen)                                                                  |
| ------------------------------------------------------------------------------------------- | ------------------------------------------------------------------------------------- |
| - Deutschland - Belarus - Estland - Finnland - Frankreich - Italien - Norwegen - Österreich | - Polen - Russland - Schweden - Schweiz - Slowakei - Slowenien - Tschechien - Ukraine |
| Amerika (2 Nationen)                                                                        |                                                                                       |
| - Kanada                                                                                    | - Vereinigte Staaten                                                                  |
| Asien (1 Nationen)                                                                          |                                                                                       |
| - Japan                                                                                     |                                                                                       |

## Ergebnisse und Wertungen

### Continental-Cup-Übersicht
| Datum      | Austragungsort         | Disziplin                      | Sieger                                                              | Zweiter                                                    | Dritter                                                      |
| ---------- | ---------------------- | ------------------------------ | ------------------------------------------------------------------- | ---------------------------------------------------------- | ------------------------------------------------------------ |
| 1. Periode |                        |                                |                                                                     |                                                            |                                                              |
| 05.12.2003 | Rovaniemi              | K 90 / 7,5 km Sprint           | Tino Edelmann                                                       | Andreas Hartmann                                           | Stephan Münchmeyer                                           |
| 06.12.2003 | Rovaniemi              | K 90 / 3×5 km Team Massenstart | abgesagt                                                            | abgesagt                                                   | abgesagt                                                     |
| 07.12.2003 | Rovaniemi              | K 90 / 15 km Gundersen         | Christian Beetz                                                     | Andreas Hartmann                                           | Gen Tomii                                                    |
| 13.12.2003 | Lillehammer            | K 120 / 7,5 km Sprint          | Takashi Kitamura                                                    | Pavel Churavý                                              | Jan Rune Grave                                               |
| 14.12.2003 | Lillehammer            | K 120 / 15 km Gundersen        | Carl Van Loan                                                       | Lukas Klapfer                                              | Lucas Vonlanthen                                             |
| 20.12.2003 | Ruhpolding             | K 115 / 7,5 km Sprint          | Ivan Rieder                                                         | Tino Edelmann                                              | Stephan Münchmeyer                                           |
| 21.12.2003 | Ruhpolding             | K 115 / 15 km Gundersen        | Jan Schmid                                                          | Christian Beetz                                            | Lucas Vonlanthen                                             |
| 2. Periode |                        |                                |                                                                     |                                                            |                                                              |
| 06.01.2004 | Tarvisio               | K 90 / 7,5 km Sprint           | David Kreiner                                                       | Yōsuke Hatakeyama                                          | Sergei Maslennikow                                           |
| 07.01.2004 | Tarvisio               | K 90 / 15 km Gundersen         | David Kreiner                                                       | Michal Pšenko                                              | Lukas Klapfer                                                |
| 10.01.2004 | Villach                | K 90 / 7,5 km Sprint           | Marc Frey                                                           | David Kreiner                                              | Yōsuke Hatakeyama                                            |
| 11.01.2004 | Villach                | K 90 / 15 km Gundersen         | Mathieu Martinez                                                    | David Kreiner                                              | Pascal Meinherz                                              |
| 17.01.2004 | Braunlage / Schierke 1 | K 90 / 7,5 km Sprint           | abgesagt                                                            | abgesagt                                                   | abgesagt                                                     |
| 18.01.2004 | Braunlage / Schierke 1 | K 90 / 10 km Massenstart       | Jochen Strobl                                                       | Tomáš Slavík                                               | Bernhard Gruber                                              |
| 21.01.2004 | Harrachov              | K 90 / 7,5 km Sprint           | Jochen Strobl                                                       | Antti Kuisma                                               | Pavel Churavý                                                |
| 24.01.2004 | Karpacz                | K 85 / 15 km Gundersen         | Mathieu Martinez                                                    | Pavel Churavý                                              | Marc Frey Seppi Hurschler                                    |
| 25.01.2004 | Karpacz                | K 85 / 7,5 km Sprint           | Marc Frey                                                           | Mathieu Martinez                                           | Jochen Strobl                                                |
| 3. Periode |                        |                                |                                                                     |                                                            |                                                              |
| 12.02.2004 | Iiyama                 | K 80 / 7,5 km Sprint           | Jon-Richard Rundsveen                                               | Sergei Maslennikow                                         | Takashi Kitamura                                             |
| 14.02.2004 | Nozawa Onsen           | K 90 / 15 km Gundersen         | Takashi Kitamura                                                    | Yōsuke Hatakeyama                                          | Bill Demong                                                  |
| 16.02.2004 | Hakuba                 | K 120 / 10 km Massenstart      | Takashi Kitamura                                                    | Marcel Höhlig                                              | Jon-Richard Rundsveen                                        |
| 17.02.2004 | Hakuba                 | K 120 / 7,5 km Sprint          | Takashi Kitamura                                                    | Jon-Richard Rundsveen                                      | Yōsuke Hatakeyama                                            |
| 06.03.2004 | Klingenthal            | K 80 / 3×5 km Team Massenstart | NorwegenIver Markengbakken Jo-Wesche Fossheim Jon-Richard Rundsveen | Österreich IGuido Scheiber Christoph Eugen Bernhard Gruber | Deutschland IAndreas Langer Stephan Münchmeyer Marcel Höhlig |
| 07.03.2004 | Klingenthal            | K 80 / 15 km Gundersen         | Andreas Langer                                                      | Marcel Höhlig                                              | Carl Van Loan                                                |
| 13.03.2004 | Zakopane               | K 120 / 10 km Massenstart      | Yōsuke Hatakeyama                                                   | Bernhard Gruber                                            | Seppi Hurschler                                              |
| 14.03.2004 | Zakopane               | K 120 / 7,5 km Sprint          | Lucas Vonlanthen                                                    | Seppi Hurschler                                            | Yōsuke Hatakeyama                                            |

### Wertungen
| Rang | Name                  | Punkte |
| ---- | --------------------- | ------ |
| 001. | Yōsuke Hatakeyama     | 648    |
| 002. | Ivan Rieder           | 643    |
| 003. | Takashi Kitamura      | 588    |
| 004. | Lucas Vonlanthen      | 578    |
| 005. | Carl Van Loan         | 539    |
| 006. | Mathieu Martinez      | 515    |
| 007. | Stephan Münchmeyer    | 506    |
| 008. | Bernhard Gruber       | 488    |
| 009. | Ronny Heer            | 476    |
| 010. | Sergei Maslennikow    | 467    |
| 011. | Seppi Hurschler       | 435    |
| 012. | Jon-Richard Rundsveen | 418    |
| 013. | Gen Tomii             | 406    |
| 014. | Nicolas Bal           | 399    |
| 015. | Tomáš Slavík          | 398    |
| 016. | Marcel Höhlig         | 380    |
| 017. | Jo-Wesche Fossheim    | 364    |
| 018. | Sverre Rotevatn       | 338    |
| 019. | Lukas Klapfer         | 335    |
| 020. | Antti Kuisma          | 323    |
| 021. | Christian Beetz       | 315    |
| 022. | Bill Demong           | 289    |
| 023. | Marko Kühne           | 269    |
| 024. | Espen Rian            | 260    |
| 025. | Jewgeni Penjagin      | 237    |
| 026. | Christoph Eugen       | 217    |
| 027. | Andreas Langer        | 216    |
| 028. | Matthias Mehringer    | 205    |
| 029. | Johnny Spillane       | 203    |
| 030. | Pascal Meinherz       | 165    |
| 031. | Makoto Masaki         | 162    |
| 032. | Christian Ulmer       | 158    |
| 033. | Philipp Rießle        | 150    |

| Rang | Name                | Punkte |
| ---- | ------------------- | ------ |
| 034. | Jed Hinkley         | 146    |
| 035. | Iwan Fessenko       | 143    |
| 036. | Michal Pšenko       | 126    |
| 037. | Kazuya Takemoto     | 123    |
| 038. | Raimo Kariniemi     | 110    |
| 039. | Einar Uvsløkk       | 104    |
| 040. | Sébastien Lacroix   | 102    |
| 041. | Norihito Kobayashi  | 097    |
| 042. | Benjamin Kreiner    | 093    |
| 043. | Zdeněk Maka         | 092    |
| 044. | Iver Markengbakken  | 091    |
| 045. | Mikko Kokslien      | 085    |
| 046. | Florian Schillinger | 082    |
| 047. | Pål Dahlberg        | 081    |
| 048. | Michael Palli       | 079    |
| 049. | David Zauner        | 077    |
| 050. | Anssi Koivuranta    | 073    |
| 051. | Patrik Chlum        | 069    |
| 052. | Raik Filbrich       | 066    |
| 053. | Steffen Tepel       | 064    |
| 054. | Kōsuke Tanaka       | 062    |
| 055. | Mathias Østvik      | 052    |
| 056. | Jens Kaufmann       | 051    |
|      | Tambet Pikkor       | 051    |
| 058. | Junpei Aoki         | 047    |
|      | Christian Bruder    | 047    |
|      | Fredrik Jacobsson   | 047    |
| 061. | Nathan Gerhart      | 039    |
| 062. | Guido Scheiber      | 036    |
|      | Maxime Laheurte     | 036    |
| 064. | Konstantin Woronin  | 035    |
| 065. | Lars Andreas Østvik | 033    |
| 066. | Jason Myslicki      | 029    |

| Rang | Name                  | Punkte |
| ---- | --------------------- | ------ |
| 067. | Janne Ryynänen        | 028    |
| 068. | Damjan Vtič           | 025    |
| 069. | Rok Rozman            | 024    |
|      | Yōichi Nagai          | 024    |
|      | Alexei Barannikow     | 024    |
| 072. | Yūsuke Minato         | 023    |
|      | Tomoyuki Usui         | 023    |
| 074. | Eric Camerota         | 020    |
|      | Christoph Menz        | 020    |
| 076. | Marko Baacke          | 019    |
|      | Alexei Zwetkow        | 019    |
| 078. | Mitja Oranič          | 018    |
| 079. | Ville Kähkönen        | 016    |
| 080. | Chris Bartolmäs       | 015    |
| 081. | Torkild Rassmusen Aam | 014    |
| 082. | Michael Hollenstein   | 013    |
| 083. | François Braud        | 012    |
| 084. | Miroslav Dvořák       | 011    |
|      | Dejan Plevnik         | 011    |
| 086. | Jason Lamy Chappuis   | 009    |
|      | Hideaki Nagai         | 009    |
| 088. | Aleš Vodseďálek       | 006    |
|      | Alex Glueck           | 006    |
| 090. | Kenneth Braaten       | 004    |
| 091. | Tomáš Čígler          | 003    |
| 092. | Daniele Munari        | 002    |
|      | Dmitri Matwejew       | 002    |
|      | Wesley Harris         | 002    |
|      | Frédéric Baud         | 002    |
|      | Nobuyuki Miyamoto     | 002    |
|      | Thomas Engel          | 002    |
| 098. | Taihei Katō           | 001    |
|      | Andrej Jezeršek       | 001    |

| Platz | Name                  | Punkte |
| ----- | --------------------- | ------ |
| 01.   | David Kreiner         | 342    |
| 02.   | Yōsuke Hatakeyama     | 297    |
| 03.   | Takashi Kitamura      | 284    |
| 04.   | Pavel Churavý         | 239    |
| 05.   | Jon-Richard Rundsveen | 226    |
| 06.   | Gen Tomii             | 213    |
| 07.   | Stephan Münchmeyer    | 209    |
| 08.   | Sergei Maslennikow    | 205    |
| 09.   | Tino Edelmann         | 202    |
| 10.   | Jo-Wesche Fossheim    | 198    |
|       | Lucas Vonlanthen      | 198    |
| 12.   | Bernhard Gruber       | 185    |
| 13.   | Seppi Hurschler       | 178    |
| 14.   | Mathieu Martinez      | 176    |
| 15.   | Jochen Strobl         | 160    |
| 16.   | Matthias Menz         | 151    |
| 17.   | Tomáš Slavík          | 149    |
| 18.   | Carl Van Loan         | 145    |

| Platz | Name               | Punkte |
| ----- | ------------------ | ------ |
| 01.   | Deutschland        | 2588   |
| 02.   | Österreich         | 1906   |
| 03.   | Japan              | 1873   |
| 04.   | Schweiz            | 1713   |
| 05.   | Norwegen           | 1524   |
| 06.   | Vereinigte Staaten | 1067   |
| 07.   | Tschechien         | 0976   |
| 08.   | Russland           | 0921   |
| 09.   | Frankreich         | 0844   |
| 10.   | Finnland           | 0480   |
| 11.   | Italien            | 0261   |
| 12.   | Slowenien          | 0102   |
| 13.   | Slowakei           | 0095   |
| 14.   | Schweden           | 0047   |
| 15.   | Ukraine            | 0025   |
| 16.   | Estland            | 0020   |
|       | Polen              | 0020   |
| 18.   | Kanada             | 0002   |

| Platz | Name             | Punkte |
| ----- | ---------------- | ------ |
| 01.   | Andreas Hartmann | 262    |
| 02.   | Toni Edelmann    | 255    |
| 03.   | Christian Beetz  | 242    |
| 04.   | Lucas Vonlanthen | 237    |
| 05.   | Takashi Kitamura | 228    |

| Platz | Name             | Punkte |
| ----- | ---------------- | ------ |
| 01.   | David Kreiner    | 491    |
| 02.   | Mathieu Martinez | 448    |
| 03.   | Marc Frey        | 332    |
| 04.   | Matthias Menz    | 294    |
| 05.   | Tomáš Slavík     | 285    |

| Platz | Name                  | Punkte |
| ----- | --------------------- | ------ |
| 01.   | Yōsuke Hatakeyama     | 383    |
| 02.   | Takashi Kitamura      | 360    |
| 03.   | Jon-Richard Rundsveen | 326    |
| 04.   | Marcel Höhlig         | 290    |
| 05.   | Lucas Vonlanthen      | 263    |